# Eduard Trombetta
Eduard Trombetta (* 20. Januar 1817 in Limburg an der Lahn; † 1. Dezember 1886 ebenda) war ein deutscher Kaufmann und Mitglied des Nassauischen Landtags.

## Leben
Eduard Trombetta war der Sohn des Limburger Kaufmanns Jacob Anton Trombetta (1759–1831)
und dessen Ehefrau Johanna Franziska geborene Massing (1776–1833).
Er betrieb in seinem Heimatort einen Kolonialwarenhandel und war in dieser Funktion auf der nassauischen Kunst- und Gewerbeausstellung 1863 vertreten.
1852 erhielt er ein Mandat aus der Gruppe der Gewerbetreibenden für die Deputiertenkammer (Erste Kammer) des Nassauischen Landtags, wo er Schriftführer des Petitionsausschusses war. Nach seiner Mandatsniederlegung im Jahre 1854 wurde Jakob Siebert sein Nachfolger.

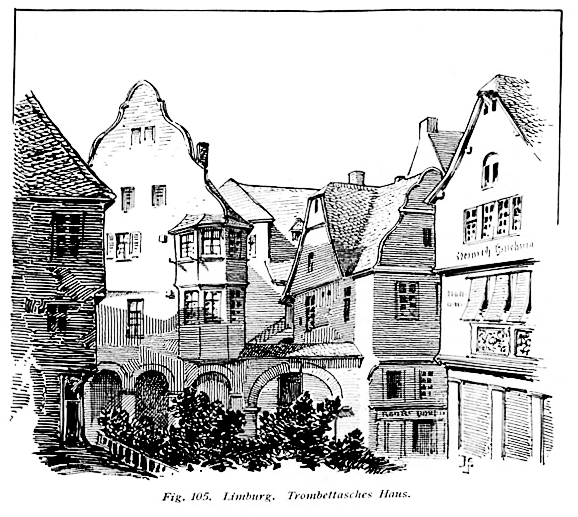
Haus der Kaufmannsfamilie Trombetta aus Limburg an der Lahn

Er war Mitglied des Stadtrates in Limburg an der Lahn.
Sein Bruder Heinrich und sein Onkel Joseph Trombetta waren ebenfalls Mitglieder des Nassauischen Landtages.